# 周常
周常，字仲修。福建建州 (今建瓯市)人，宋朝进士。
补国子直讲、太常博士，还没到50岁便致仕。元符初年(1098～1100年)，复职，为起居舍人。因邹浩之事，被贬监郴州酒。宋徽宗即位后，召为国子祭酒、起居郎。历任中书舍人、礼部侍郎。蔡京当权后，出知湖州，后复职，居婺州。后任集贤殿修撰。
周常逝世时67岁。
-